# Blackened Recordings
Blackened Recordings — американський лейбл звукозапису, створений 2012 року.

## Історія
Засновниками лейблу Blackened Recordings став американський рок-гурт Metallica. Наприкінці 2012 року музиканти оголосили, що після 28 років співпраці з мейджор-лейблом Warner Music Group (починаючи з 1984 року їхні альбоми виходили на Elektra Records та Warner Bros. Records) вони започатковують власний незалежний лейбл Blackened Recordings. Це стало наслідком домовленності із Warner Music, укладеної 1994 року, що 30 листопада 2012 року всі права на записи Metallica перейдуть колективові. За задумом музикантів, лейбл Blackened Recordings мав відповідати за маркетинг та просування записів, в той час як партнером з виробництва та дистриб'юції записів у Північній Америці мав стати лейбл Rhino Entertainment, а за ліцензування по всьому світові мала відповідати корпорація Universal Music Group.
Першим релізом новоствореного лейблу став концертний альбом Metallica Quebec Magnetic, який вийшов 10 грудня 2012 року. Протягом наступних років на лейблі виходили студійні альбоми Metallica Hardwired… to Self-Destruct (2016) та 72 Seasons (2023), концертні фільми та саундтрек-альбоми Metallica Through the Never (2013) та S&M2 (2020), перевидання старих платівок, а також багато ексклюзивних релізів на вінілі. Окрім альбомів Metallica, на Blackened Recordings вийшов триб'ют-альбом The Metallica Blacklist (2021) та міні-альбом гітариста гурту Кірка Гемметта Portals (2022).
Внаслідок зростаючого попиту на вінілові альбоми, 2023 року Metallica придбала завод по виробництву грамофонних платівок Furnace Record Pressing в Вірджинії.